# Serrana (kommun)
Serrana är en kommun i Brasilien.   Den ligger i delstaten São Paulo, i den sydöstra delen av landet, 600 km söder om huvudstaden Brasília. Antalet invånare är 38 891. Arean är 126 kvadratkilometer.
Terrängen i Serrana är platt åt nordväst, men åt sydost är den kuperad.
Följande samhällen finns i Serrana:
- Serrana

Omgivningarna runt Serrana är en mosaik av jordbruksmark och naturlig växtlighet. Runt Serrana är det ganska glesbefolkat, med 43 invånare per kvadratkilometer.